# 山陽姫路東インターチェンジ
山陽姫路東インターチェンジ（さんようひめじひがしインターチェンジ）は、兵庫県姫路市にある山陽自動車道（以下、山陽道）および播但連絡道路（以下、播但道）のインターチェンジ。
山陽道における姫路市街・姫路港への最寄りインターチェンジのひとつである。「山陽」が付くのは、先行して存在する姫路バイパスの姫路東ランプ（姫路市四郷町）と区別するためである。

## 概要
山陽姫路東IC経由で山陽自動車道と播但連絡道路を相互に利用する場合、通行券が共通になっているため、ノンストップで乗り入れることができる。なお、山陽道は一般道から本IC経由でアクセス可能だが、播但道は山陽道とのみ接続し、一般道へは出入りできない。一般道から播但道を利用する場合は、近隣の花田IC、豊富ランプの利用となる。

## 歴史
- 1991年（平成3年）3月28日：山陽姫路東IC - 山陽姫路西IC間開通に伴い、供用開始[1]。
- 1997年（平成9年）12月10日：三木小野IC - 山陽姫路東IC間開通[1]。

## 周辺
- 姫路城
- 姫路セントラルパーク

## 接続する道路
- 直接接続
  - 国道372号（山陽自動車道のみ）

## 料金所
- ブース数：5

### 入口
- ブース数：2
  - ETC専用：1
  - 一般：1

### 出口
- ブース数：3
  - ETC専用：1
  - ETC・一般：1
  - 一般：1

## 山陽姫路東IC - 山陽姫路西IC間のトンネル群
山陽姫路東IC - 山陽姫路西ICの区間は殆どが1キロを越えるトンネルが連続している。
(6) 山陽姫路東IC - 城見台トンネル - 増位山トンネル - 広峰山トンネル - 上大野トンネル（上り線は1つ、下り線は第1・第2の2つがある） - 御立トンネル - 書写山第1トンネル - 書写山第2トンネル - 白鳥PA/BS - (7) 山陽姫路西IC

## 隣
E2 山陽自動車道
(5) 加古川北IC - 飾東BS - (6) 山陽姫路東IC - 白鳥PA/BS - (7) 山陽姫路西IC
E95 播但連絡道路
(2) 花田IC - (3) 山陽姫路東IC/豊富PA（北行き） - 豊富PA（南行き） - (4) 豊富ランプ
※IC番号3は播但連絡道路の山陽姫路東IC